# João Jorge I, Príncipe de Anhalt-Dessau
João Jorge I de Anhalt-Dessau (9 de Maio de 1567 – 24 de Maio de 1618) foi um príncipe alemão da Casa de Ascania. Entre 1586 e 1603 reinou o principado unificado de Anhalt juntamente com os seus irmãos. Após a partição do principado em 1603, passou a governar apenas o principado de Anhalt-Dessau até 1618.
João Jorge foi muito amado pelos seus súbditos e era considerado muito sábio no estrangeiro, principalmente nos campos da astrologia e da alquimia. Além disso, possuía uma biblioteca impressionante com mais de 3000 volumes.

## Vida

### Primeiros anos
João Jorge nasceu em Harzgerode a 9 de Maio de 1567, sendo o primeiro varão de Joaquim Ernesto, Príncipe de Anhalt-Zerbst, e da sua primeira esposa, a princesa Inês de Barby-Mühlingen.
Em 1570, quando morreu o último tio ainda vivo de João Jorge, Bernardo VII, Príncipe de Anhalt-Zerbst, o seu pai passou a ser o único governante dos estados de Anhalt, que se unificaram pela primeira vez desde a sua partição em 1252.

### Príncipe conjunto de Anhalt

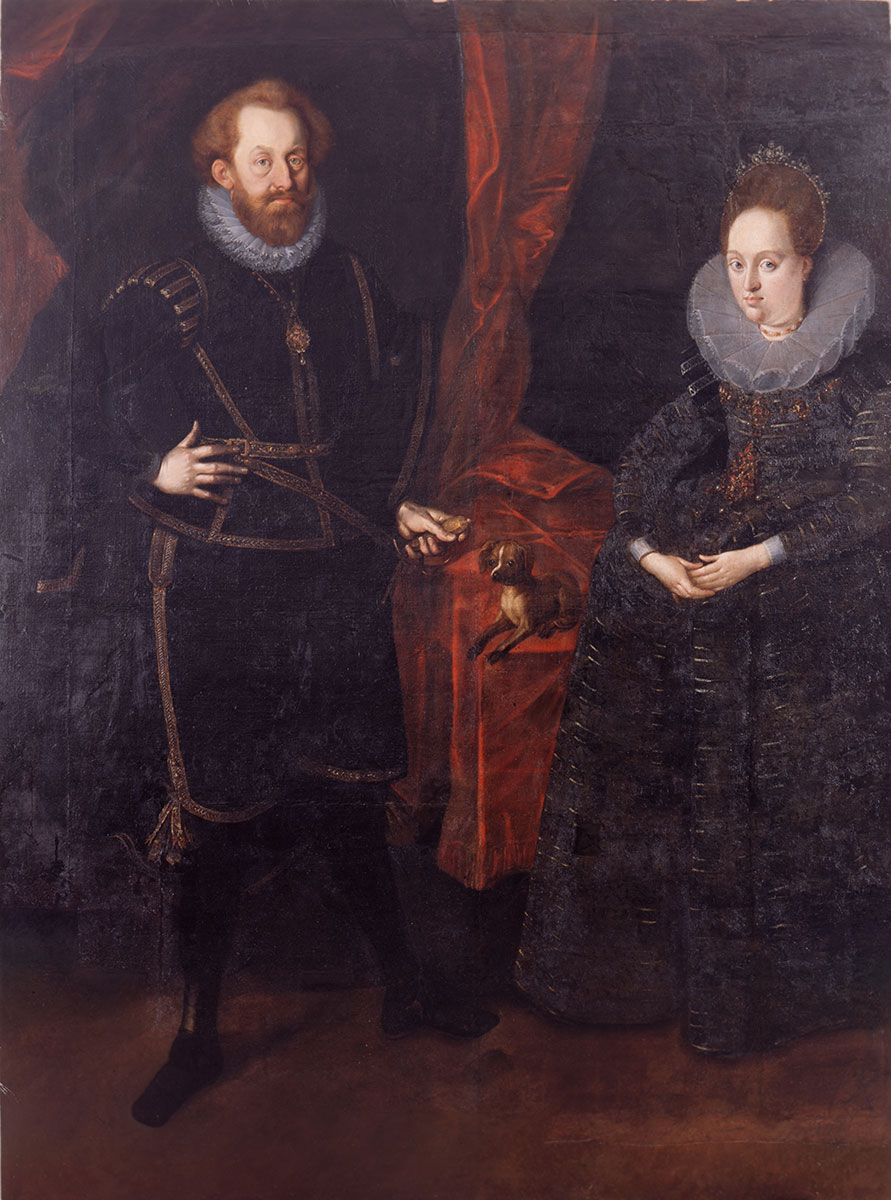
João Jorge com a sua primeira esposa, a condessa Doroteia do Palatina-Simmern.

Após a morte do seu pai em 1586, João Jorge herdou o principado unificado de Anhalt juntamente com o seu irmão mais novo, o príncipe Cristiano I, e os seus cinco meios-irmãos, segundo a lei da Casa de Ascania, que não permitia a divisão de territórios entre os herdeiros. Uma vez que os seus meios-irmãos ainda eram menores de idade na altura em que ele subiu ao trono, João Jorge foi o seu regente.

### Príncipe de Anhalt-Dessau
Em 1603, foi estabelecido um acordo entre João Jorge e os seus irmãos que ainda estavam vivos para dividir os territórios do principado de Anhalt entre eles. João Jorge recebeu Anhalt-Dessau, e também o Seniorat; apesar de tudo, continuou a ser regente de todos os principados criados neste acordo até 1606, quando os seus irmãos passaram a governar as suas terras. Como governante, manteve as políticas da Reforma nos seus estados e tentou abolir exaustivamente os costumes tradicionais e a liturgia da Igreja católica.

### A Sociedade Frutífera
A 24 de Agosto de 1617, no Schloss Hornstein (mais tarde Castelo de Wilhelmsburg) durante o funeral da sua irmã, a princesa Doroteia Maria de Anhalt, João Jorge e o seu irmão mais novo, o príncipe Luís de Anhalt-Köthen criaram a Sociedade Frutífera. O príncipe de Köthen foi nomeado o seu primeiro líder.

### Morte e sucessão
João Jorge morreu em Dessau a 24 de Maio de 1618, aos 51 anos de idade. Foi sucedido como príncipe de Anhalt-Dessau pelo seu filho mais velho, o príncipe João Casimiro.

## Casamentos e descendência
João Jorge casou-se pela primeira vez no dia 22 de Fevereiro de 1588, em Hedersleben com a princesa Doroteia de Mansfeld-Arnstein, filha de João Alberto VI, Conde de Mansfeld-Arnstein. Juntos tiveram cinco filhosː
1. Sofia Isabel de Anhalt-Dessau (10 de Fevereiro de 1589 - 9 de Fevereiro de 1622), casada com o duque João Cristiano de Brieg; sem descendência
2. Ana Madalena de Anhalt-Dessau (29 de Março de 1590 - 24 de Outubro de 1626), casada com Oto, Príncipe-Herdeiro de Hesse-Cassel; sem descendência.
3. Ana Maria de Anhalt-Dessau (4 de Maio de 1591 - 7 de Julho de 1637), morreu aos quarenta-e-seis anos de idade solteira e sem descendência.
4. Joaquim Ernesto, Príncipe-Herdeiro de Anhalt-Dessau (18 de Julho de 1592 - 28 de Maio de 1615), morreu aos vinte-e-dois anos de idade solteiro e sem descendência.
5. Cristiano de Anhalt-Dessau (23 de Fevereiro de 1594 - 13 de Abril de 1594), morreu com quase dois meses de idade.

Após a morte da sua primeira esposa, João Jorge voltou a casar-se, desta vez com a princesa Doroteia do Palatinado-Simmern, única filha sobrevivente de João Casimiro, Conde do Palatinado- Simmern, terceiro filho de Frederico III, Eleitor Palatino. A cerimónia realizou-se a 21 de Fevereiro de 1595 em Heidelberg e o casal teve onze filhosː
1. João Casimiro, Príncipe de Anhalt-Dessau (7 de Setembro de 1596 - 15 de Setembro de 1660), príncipe de Anhalt-Dessau entre 1618 e 1660. Casou-se pela primeira vez com a princesa Inês de Hesse-Cassel; com descendência. Casou-se depois com a sua prima direita, a princesa Sofia Margarida de Anhalt-Bernburg; sem descendência.
2. Ana Isabel de Anhalt-Dessau (5 de Abril de 1598 - 20 de Abril de 1660), casada com Guilherme Henrique, Conde de Bentheim-Steinfurt.
3. Frederico Maurício de Anhalt-Dessau (18 de Fevereiro de 1600 - 25 de Agosto de 1610), morreu aos dez anos de idade.
4. Leonor Doroteia de Anhalt-Dessau (16 de Fevereiro de 1602 - 26 de Dezembro de 1664), casada com Guilherme, Duque de Saxe-Weimar; com descendência.
5. Sibila Cristina de Anhalt-Dessau (11 de Julho de 1603 - 21 de Fevereiro de 1686), casada primeiro com Filipe Maurício, Conde de Hanau-Münzenberg; com descendência. Casada depois com Frederico Casimiro, Conde de Hanau-Lichtenberg; sem descendência.
6. Henrique Valdemar de Anhalt-Dessau (7 de Novembro de 1604 - 25 de Setembro de 1606), morreu com quase dois anos de idade.
7. Jorge Aribert de Anhalt-Dessau (3 de Junho de 1606 - 14 de Novembro de 1643), casou-se morganaticamente com Johanna Elisabeth von Krosigk, descendente de uma antiga família nobre. Os seus filhos não foram reconhecidos como membros da realeza e receberam o apelido de "von Aribert".
8. Cunegundes Juliana de Anhalt-Dessau (17 de Fevereiro de 1608 - 26 de Setembro de 1683), casada com Hermano IV, Conde de Hesse-Rotenburg; sem descendência.
9. Susana Margarida de Anhalt-Dessau (23 de Agosto de 1610 - 13 de Outubro de 1663), casada com o príncipe João Filipe de Hanau-Lichtenberg; sem descendência.
10. Joana Doroteia de Anhalt-Dessau (24 de Março de 1612 - 26 de Abril de 1695), casada com Maurício, Conde de Bentheim-Tecklenburg, sobrinho do seu cunhado Guilherme Henrique; sem descendência.
11. Eva Catarina de Anhalt-Dessau (11 de Setembro de 1613 - 15 de Dezembro de 1679), morreu aos sessenta-e-seis anos de idade solteira e sem descendência.

## Genealogia
| João Jorge I, Príncipe de Anhalt-Zerbst | Pai: Joaquim Ernesto, Príncipe de Anhalt | Avô paterno: João V, Príncipe de Anhalt-Zerbst               | Bisavô paterno: Ernesto I, Príncipe de Anhalt-Dessau                   |
| João Jorge I, Príncipe de Anhalt-Zerbst | Pai: Joaquim Ernesto, Príncipe de Anhalt | Avô paterno: João V, Príncipe de Anhalt-Zerbst               | Bisavó paterna: Margarida de Münsterberg                               |
| João Jorge I, Príncipe de Anhalt-Zerbst | Pai: Joaquim Ernesto, Príncipe de Anhalt | Avó paterna: Margarida de Brandemburgo, Duquesa da Pomerânia | Bisavô paterno: Joaquim I Nestor, Príncipe-Eleitor de Brandemburgo     |
| João Jorge I, Príncipe de Anhalt-Zerbst | Pai: Joaquim Ernesto, Príncipe de Anhalt | Avó paterna: Margarida de Brandemburgo, Duquesa da Pomerânia | Bisavó paterna: Isabel da Dinamarca, Princesa-Eleitora de Brandemburgo |
| João Jorge I, Príncipe de Anhalt-Zerbst | Mãe: Inês de Barby-Mühlingen             | Avô materno: Wolfgang I de Barby-Mühlingen                   | Bisavô materno: Burkhart V de Barby-Mühlingen                          |
| João Jorge I, Príncipe de Anhalt-Zerbst | Mãe: Inês de Barby-Mühlingen             | Avô materno: Wolfgang I de Barby-Mühlingen                   | Bisavó materna: Madalena de Mecklemburgo                               |
| João Jorge I, Príncipe de Anhalt-Zerbst | Mãe: Inês de Barby-Mühlingen             | Avó materna: Inês de Mansfeld zu Mittel-Ort                  | Bisavô materno: Gerardo VII de Mansfeld                                |
| João Jorge I, Príncipe de Anhalt-Zerbst | Mãe: Inês de Barby-Mühlingen             | Avó materna: Inês de Mansfeld zu Mittel-Ort                  | Bisavó materna: Margarida de Gleichen                                  |